# تک تیرانداز نخبه ۱
تک تیرانداز نخبه ۱ به انگلیسی: (Sniper Elite) اولین بازی سری تک تیرانداز نخبه که در سال ۲۰۰۵ منتشر شد برای مایکروسافت ویندوز و
پلی استیشن ۲ و توانست نقد های خوبی از طرف منتقدین دریافت کند. داستان این سری در برلین ۱۹۴۵ و در آخرین روز های جنگ جهانی دوم در اروپا جریان دارد.